# Tsaghkavan (Ijevan)
Tsaghkavan (in armeno Ծաղկավան?, chiamato anche Tsakhkavan/Tzaghkavan; precedentemente Melikgyukh/Melikgekh/Milikgekh) è un comune dell'Armenia di 576 abitanti (2010) della provincia di Tavush.